# Навбахор-2
«Навбахор»-2 — узбекистанская футбольная команда из города Наманган, фарм-клуб «Навбахора».

## История
Основан не позднее 1992 года, когда начал участвовать в Первой лиге чемпионата Узбекистана. В 1994—1995 годах выступал под названием «Навруз».
В 2003 году название «Навбахор-2» носил футбольный клуб «Касансай» из одноимённого города.

## Достижения
6-е место в Первой лиге (1996).